# Beorhtric
Beorhtric (també escrit Brihtric) va ser rei de Wessex del 786 al 802, succeint a Cynewulf que havia sigut assassinat.
Va tenir una relació propera al rei Offa de Mèrcia. El 787 Beorhtric va presidir el sínode de Chelsea al costat d'Offa, i el 789 es va casar amb una de les filles d'Offa, Eadburh. Les terres que estaven en la frontera entre Wessex i Mèrcia van passar a ser administrades per la cort de Mèrcia, en són prova d'això les cartes de donacions atorgades per Offa i pel seu fil Ecgfrith. Sembla que la gent de Wessex feien servir indistintament les monedes emeses per Offa. Segons les monedes trobades es pot traçar l'abast dels penics d'Offa per tota la part alta del Tàmesi fins a Wareham, un lloc pertanyent al reialme de Beorhtric.
Segons la Crònica anglosaxona va ser durant el seu regnat que es va produir la primera invasió víking de l'illa de la Gran Bretanya. El 789 els víkings van desembarcar a la costa de Dorset, a prop de l'illa de Portland, on van matar el representant del rei, el portreeve.
Després de la mort d'Offa, el 796, Mèrcia va perdre poder sobre els altres països anglosaxons i potser Beorhtric va exercir una major autonomia. Les dues úniques monedes que s'han trobat amb el seu nom van ser encunyades en aquest període. Una d'aquestes monedes es va trobar el 1854 a dues milles als afores d'Andover. Pocs anys després, el successor d'Offa, Coenwulf, va restablir el lideratge de Mèrcia. Després del 799 sembla que les relacions entre Beorhtric i Mèrcia van tornar a la situació anterior de submissió.
Asser, un monjo de la cort d'Alfred el Gran, va escriure que Beorhtric havia mort enverinat per la seva esposa i que després ella cercà refugi en un convent en el país dels francs, però va ser expulsada quan la van trobar trencant els vots en companyia d'un home. La procedència d'aquesta història és dubtosa. A la crònica només es diu que va ser enterrat a Wareham l'any 802, possiblement a l'església de la Mare de Déu.